# 馬公厝線

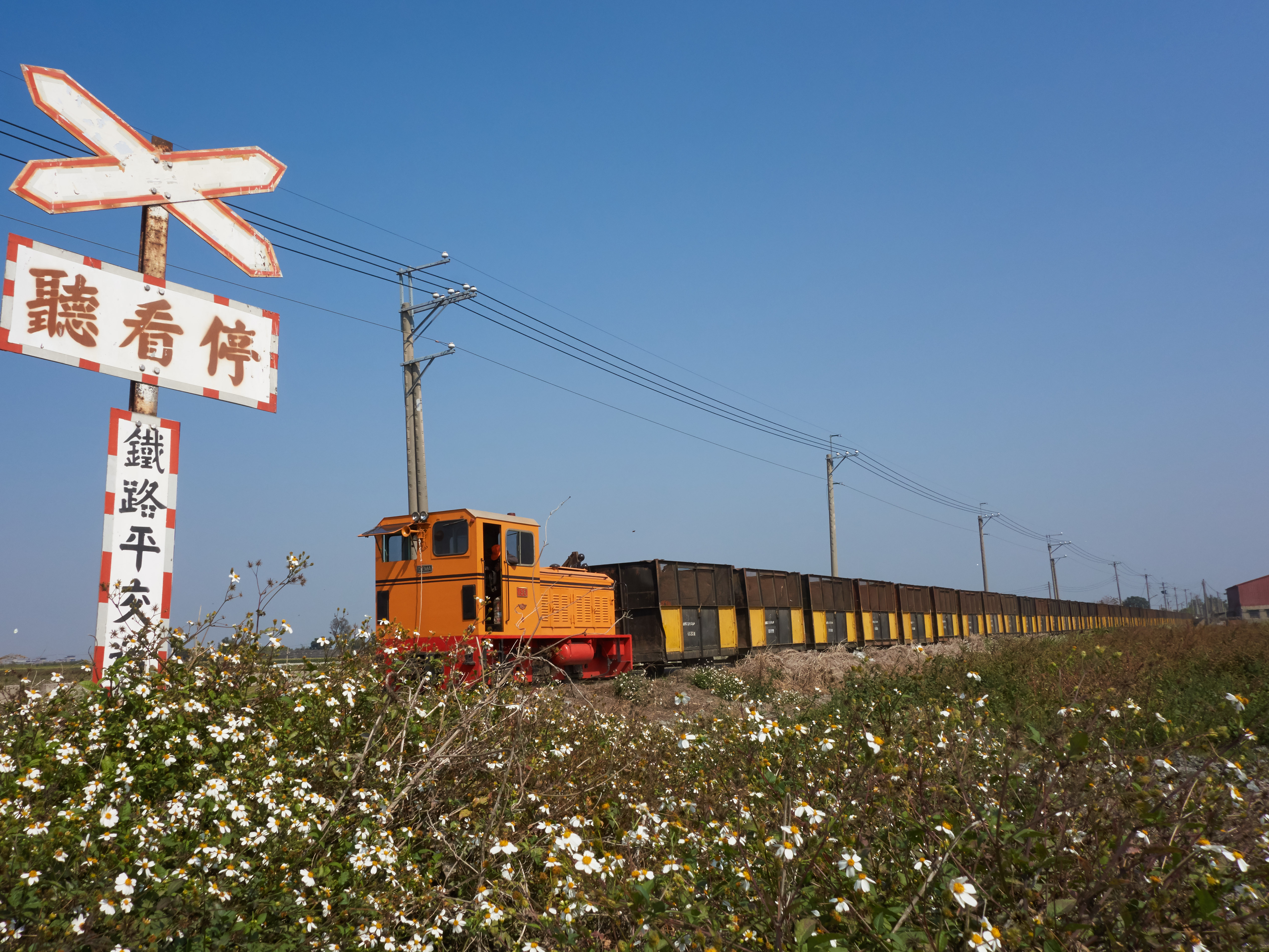
馬公厝線

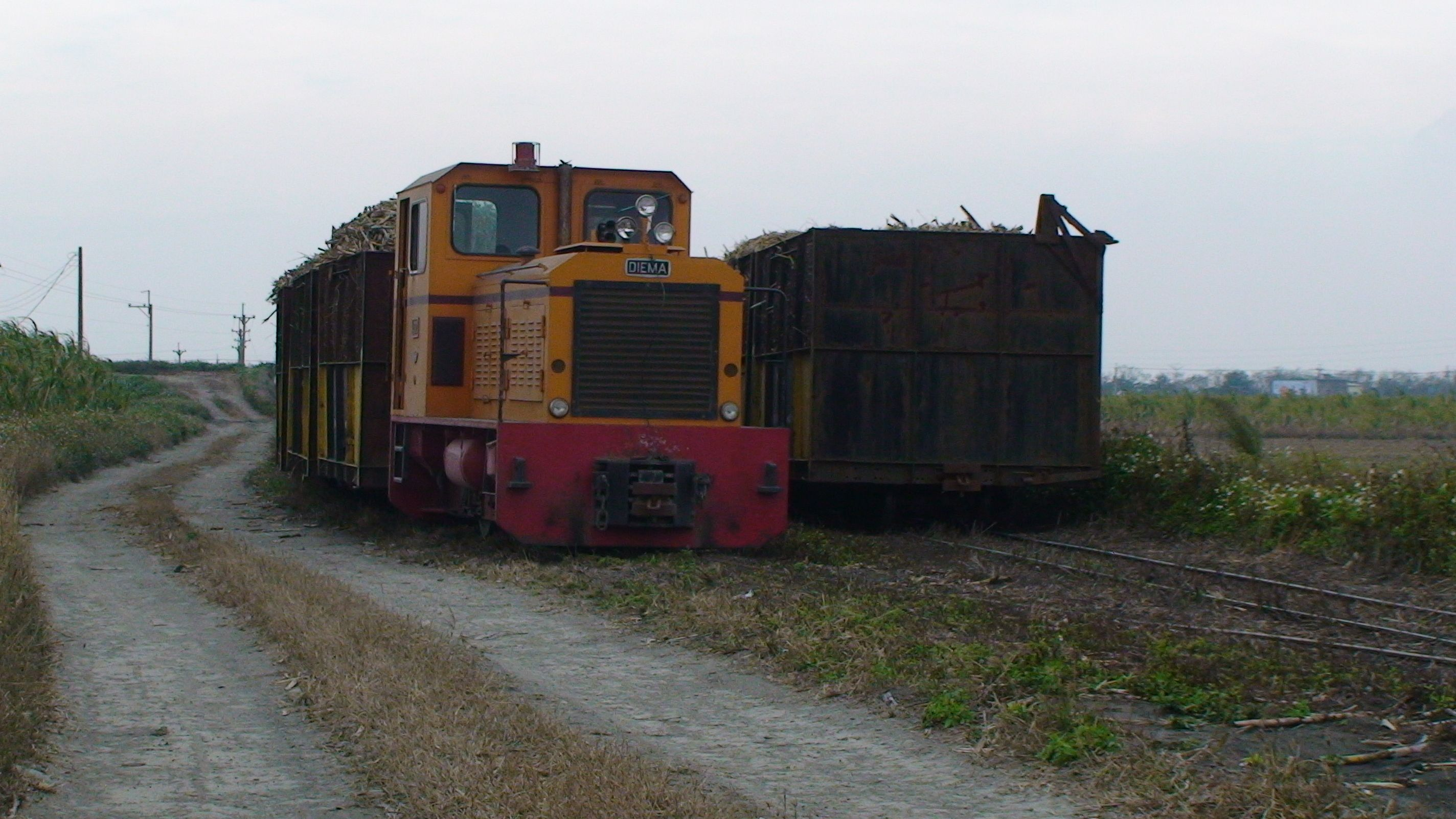
土庫鎮的裝車場

馬公厝線，位於臺灣雲林縣虎尾鎮至褒忠鄉，為台灣糖業股份有限公司之輕便鐵路，負責載運虎尾總廠製糖所需甘蔗的主要路線，同時也是臺灣唯一使用中的原料線。

## 路線資料
- 經營管轄：臺灣糖業公司
- 路線距離：北港線1.9Km分歧處＝蚊港線起點間12.9km
- 軌距：762mm
- 裝車場站數：6（含虎尾糖廠貨運站，9-13番裝車場）
- 雙線區間：無（後壁寮-北溪厝與西螺線平行）
- 電化區間：無

## 簡介
馬公厝線全長12.9公里，是台糖虎尾總廠主要的原料線之一，曾是營業線龍岩線的其中一段路線，製糖興盛時期班次頻密。路線走向呈東西向，起點後壁寮站與虎尾糖廠出發的北港線為分歧，向西穿越台灣高速鐵路後於北溪厝站與西螺線分歧，經過馬光農場，止於13番裝車場後可銜接蚊港線（現已停駛）。

現維持行駛的區間為台糖虎尾總廠至褒忠鄉的13番裝車場，路程約15公里，另外由於只有冬季製糖，每年12月初會率先開行除草列車為軌道除草，之後才會行駛原料列車至隔年4月初。

2017年3月行政院公布前瞻基礎建設計畫。預計以15億預算，將此線延長2公里至高鐵雲林站。2022年經濟部函覆雲縣府，指「由台糖公司先確實推動並完成嘉義蒜頭糖廠蔗埕線第一階段後，再研擬本案後續推動事宜。」。

## 行駛車輛
- 德馬B
- 溪洲牌（已停駛）

車廂均為蔗廂車。

## 車站一覽
（虎尾糖廠 -）後壁寮 - 廉使（- 高鐵雲林站） - 北溪厝 - 改良場 - 繁殖場 - 龍岩

## 接續路線
- 北港線:往北港糖廠
- 西螺線:墾地站(第一階段)
- 高鐵雲林站支線：臺灣高鐵（第二階段）

## 歷史
- 1913年（日治大正2年）10月5日 - 大日本製糖馬公厝線至龍巖庄通車[3]。
- 1914年（日治大正3年）7月30日 - 馬公厝延長線通車[4]。
- 1961年9月16日 - 中華民國交通部核准營業線通車[5]。
- 1968年?月 - 糖鐵營業線龍岩線停辦客運[6]。
- 2009年3月 - 蚊港線廢線，13番裝車場成為原料線實際終點[7]。
- 2017年3月 - 虎尾-高鐵雲林站納入前瞻基礎建設計畫。
- 預計：20??年 - 虎尾-高鐵雲林站客運通車。[8]。

## 外部連結
- 公共論糖－糖鐵再起 前瞻有光 （页面存档备份，存于），臺糖通訊
- 延長至高鐵站計畫 （页面存档备份，存于）
- 维基共享资源上的相關多媒體資源：馬公厝線